# Pont de Scott
Le pont de Scott est un pont routier situé en Chaudière-Appalaches qui relie les deux rives de la rivière Chaudière dans la municipalité de Scott.

## Description
Le pont est emprunté par la route 171. Il comporte deux voies de circulation soit une voie dans chaque direction. Environ 3500 véhicules empruntent le pont quotidiennement.

## Toponymie
Le pont rappelle la proximité du village de Scott.